# Memorandum di Vienna
Il memorandum di Vienna fu un documento che sollecitava la soluzione del problema della posizione degli Slovacchi nel Regno d'Ungheria e nel quadro della monarchia asburgica, che fu presentato al sovrano il 12 dicembre 1861.

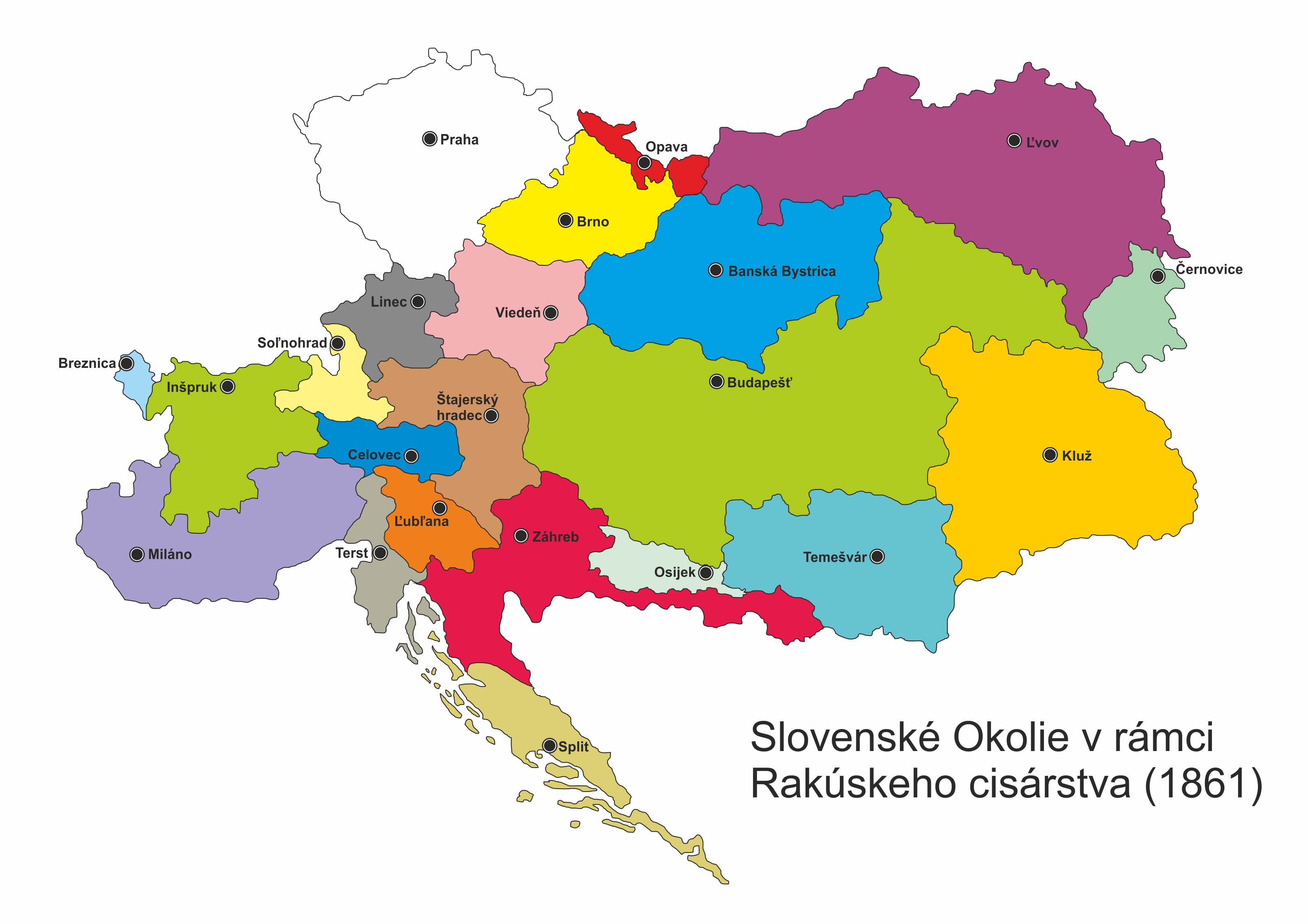

Derivava dal Memorandum della nazione slovacca, sebbene il Memorandum di Vienna specificasse più dettagliatamente l'estensione territoriale della nazione slovacca. Sebbene entrambi i documenti derivassero da un'unica piattaforma (cioè dal riconoscimento degli Slovacchi come nazione), il Memorandum di Vienna precisava nel dettaglio quali dovessero essere le assemblee legislative, gli organi giudiziari e la lingua ufficiale - lo slovacco. Inoltre il Memorandum di Vienna garantiva che gli Slovacchi non aspiravano a una separazione dal Regno d'Ungheria.
La delegazione ricevuta dal sovrano fece appello alla legge che stabiliva che il sovrano può concedere privilegi.
I comitati interessati dal Memorandum dovevano essere:
- Trenčín
- Orava
- Turec
- Liptov
- Zvolen
- Prešporok
- Nitra
- Tekov
- Hont
- Novohrad
- Gemer
- Spiš
- Šariš
- Abov

Non è noto perché fosse escluso il comitato di Zemplín, giacché è accertato che vi vivessero Slovacchi. Avrebbero dovuto sostituire gli antichi comitati sedici province. Garanzia dell'autonomia doveva essere un'Assemblea provinciale di 90 membri, di cui 60 eletti democraticamente, con un rappresentante ogni 30 000 abitanti. La sede dell'Assemblea provinciale doveva essere a Banská Bystrica e doveva riunirsi una volta all'anno. L'Assemblea avrebbe dovuto decidere di tutte le questioni nazionali, regionali, economiche, culturali e sociali. Avrebbe avuto diritto di presentare disegni di legge al Parlamento ungherese.
Il sovrano però rifiutò l'intero documento presentato dagli Slovacchi. All'inizio degli anni 1860 appariva chiaro che, anche a causa della guerra austro-prussiana e della situazione economica, la monarchia non sarebbe potuta sopravvivere senza l'accordo degli Asburgo con i Magiari, ostili a ogni concessione verso gli Slovacchi.